# Arsen
Arsen je kemijski element atomskog (rednog) broja 33 i atomske mase 74,92160(2). U periodnom sustavu elemenata predstavlja ga simbol As.
Arsen je polumetal, element 15. skupine i 4. periode periode elemenata (poznate i pod nazivom pniktogeni elementi), čiji je glavni predstavnik dušik. U kemijskim reakcijama iskazuje metalna i nemetalna svojstva. S obzirom na Paulingov koeficijent elektronegativnosti sličan nemetalima, tvori stabilne kovalentne spojeve i s najelektronegativnijim elementima, u spojevima stvara stabilnu kovalentnu vezu As–As te tvori organoarsenove spojeve sa stabilnom vezom As–C. 

## Otkriće i naziv
Smatra se da je arsen izolirao 1250. Albertus Magnus (1193. – 1280.) zagrijavanjem sulfida arsena formule As2S3 sa sapunom. Naziv elementa potječe od latinskog izvornika arsenicum od grčkog arsenicon, koji pak potječe od perzijskog naziva az-zarnikh – zar=zlato; upućujući na žutu boju spoja As2S3, važnog anorganskog spoja i rude arsena.
Arsen je polumetal, ali ga ekolozi svrstavaju u skupinu “teških” metala zajedno s kadmijem, živom i olovom. Toksičnost arsena i njegovih spojeva, uz ekološku relevantnost, svrstavaju arsen u skupinu “teških metala”. 

## Alotropske modifikacije
Arsen postoji u tri alotropna oblika. 
Elementni arsen proizvodi se termičkim razlaganjem ili prženjem (oksidacijom) sulfidnih ruda. Pri tome nastaje elementni arsen u obliku četveroatomne homonuklearne molekule As4 (“žuta ili α modifikacija”) koja je strukturni analogna alotropskoj modifikaciji fosfora P4 (tetraedar). 
Ohlade li se arsenove pare naglo pomoću vrućeg zraka, dobiva se nepostojana modifikacija – žuti arsen. On se lako otapa u ugljikovu disulfidu (CS2), a iz te se otopine hlađenjem iskritalizira u prozirne, kao vosak mekane, plastične kristale, koji jako lome svjetlost, a molekule mu imaju građu As4. Slabim zagrijevanjem ili utjecajem svjetla prelazi u sivu ("metalnu") modifikaciju polimerne strukture koja kristalizira u romboedarskom kristalnom sustavu. Taj sivi ili metalni arsen je najpostojaniji.
Treća forma, “crni” arsen ima strukturu crvenog fosfora. 

## Zastupljenost
Po zastupljenosti u Zemljinoj kori je 53. element. Najviše ga ima u tlu (1 – 10 ppm), a gotovo tisuću puta manje (oko 1,6 ppb) u morskoj vodi. U ljudskom tijelu najviše se nakuplja u kosi (oko 1 ppm) i krvi (2 – 9 µg l−1), a manje u kostima. Ukupno ga u prosjeku u ljudskom tijelu ima oko 7 mg.
Arsen je (poput antimona i bizmuta) halkofilan, pa ga u Zemljinoj kori najčešće nalazimo u obliku sulfida (poput spomenutog minerala As2S3, žutog arsenova blistavca ili auripigmenta – naziv potječe od žute boje slične boji zlata), a često se pojavljuje zajedno s drugom sulfidnom rudom arsena, realgarom, As4S4. Realgar, monoklinski mineral, poznat je i pod nazivom crveni arsenov blistavac. Realgar raspadom daje auripigment. Arsen je ponekad prisutan u formi minerala arsenolita, As2O3 odnosno As4O6. Arsenovi sulfidi česti su pratioci bakrenih ruda. U prirodi ga nalazimo i kao FeAsS, mineral arsenopirit. Osim u obliku sulfida, arsen u prirodi možemo naći u međumetalnim spojevima s anitmonom i bakrom.

## Nalazište
Arsen nalazimo u podzemnim vodama Indije, Kine, Bangladeša, Filipina, Tajvana, gdje je prisutan u koncentracijama od 400 do 3400 µg l–1, u Čileu, Meksiku i Argentini od 140 do 300 µg l–1. U termalnim vodama Novog Zelanda bilježi se prisutnost od čak 8,5 mg l–1, a u nas ga ima najviše u podzemnim vodama (bunari) istočnog dijela Slavonije. 
U hrani ga najviše nalazimo u ribama, školjkama poput kamenica (oko 4 ppm), a posebice u dagnjama (oko 120 ppm), dok ga najviše ima u rakovima (oko 175 ppm). No relativno se lako izlučuje urinom jer se u obliku arsenobetaina (analog trimetilglicina) apsorbira u crijevima.
Većina žitarica, voća i povrća sadržava 0,1 – 1,0 mg arsena po kg suhe tvari jer je arsen često sastavni dio pesticida. To posebice predstavlja problem u zemljama u kojima je riža osnova prehrane stanovništva, poput Kine, jer se pokazalo da se arsen naročito nakuplja u riži.
Poput drugih “teških” metala arsen pokazuje učinak bioakumulacije i nakupljanja u tkivima riba u obliku metiliranih arsenovih spojeva.

## Upotreba
Upotreba arsena kao otrova u 19. i na početku 20. stoljeća bilo je česta, jer se mogao lako pribaviti kao sredstvo za uništavanje korova ili ubijanje štetnih kukaca, a simptomi trovanja bili su opći i lako su se mogli zamijeniti sa simptomima neke bolesti.
Prvo masovno trovanje arsenom putem hrane (i pića) zabilježeno je u Manchesteru, u Engleskoj kada je ustanovljeno da su veće količine arsena u pivu uzrokovane zbog načina proizvodnje invertnog šećera, za čiju proizvodnju je rabljena sumporna kiselina dobivena iz željezova pirita koji je sadržavao arsenov pirit (čest pratilac sulfidnih ruda). Od 6000 ljudi koji su konzumirali pivo, umrlo je 70.
Iako se stoljećima rabio kao otrov i sastavni dio nekih pigmenata, a prije otkrića penicilina i kao lijek, zahvaljujući sposobnosti uništavanja mikroorganizama, u današnje vrijeme je najveći izvor onečišćenja arsenom njegova uporaba u pesticidima. U prošlosti se rabio u smjesama u kozmetičke svrhe, za izbjeljivanje kože. Naročito je bila popularna uporaba arsena u 18. stoljeću kada se rabio kao “Fowlerova otopina” s kojom je dr. Fowler liječio pacijente s groznicom. Otopina se pila i radi općeg jačanja organizma. Jedna litra vodene otopine pripravljala se otapanjem 10 g As2O3 (možda najpoznatiji spoj arsena, poznat i pod nazivom arsenik), 7,6 g KHCO3 i 30 ml etanola. Par kapi otopine dodavalo se vinu ili vodi. Preporučivala se i kao afrodizijak. 
Zemlje koje danas najviše proizvode oksid arsena, a zatim i elementni arsen su Francuska, Švedska, Rusija i Čile, a nekada SAD. 
Elementni arsen najviše se rabi u legurama s olovom, manje s bakrom, za izradu baterija, dok se međumetalni spojevi poput GaAs i InAs rabe u izradi LED dioda, laserskih prozora, tunelnih dioda, infracrvenih emitera.

## Anorganski spojevi
Arsen se u spojevima pojavljuje u oksidacijskim stanjima III i V, pri čemu su kako anorganski tako i organoarsenovi spojevi u oksidacijskom stanju III otrovniji od onih u oksidacijskom stanju V
Arsenovi spojevi su kumulativni otrovi. Zagrijavanjem na zraku, arsen izgara modrikastim plamenom, uz karakterističan miris po češnjaku, a nastaje i bijeli dim arsenova(III) oksida (As2O3). Upotrebljava se u medicini, industriji boja (bojadisalstvu) i za konzerviranje drva i kože.
Najvažniji anorganski spojevi arsena su oni s vodikom, kisikom, sumporom i halogenim elementima (poput arsenovih klorida). Unatoč metaloidnom karakteru, arsen gradi kovalentne spojeve s većinom nemetala, dok s metalima tvori međumetalne spojeve, a ne arsenide (koji bi sadržavali As3− ion poput fosfida i nitrida). Tako ne postoji niti As3+ u čvrstom stanju jer je spoj AsF3 izrazito kovalentne prirode, iako je fluor najelektronegativniji element.
|                   | Kemijska formula                                          | Kemijski naziv | Oksidacijski br. arsena                        |
| ----------------- | --------------------------------------------------------- | --- | ---------------------------------------------- |
| spojevi s vodikom | AsH3                                                      | arsenovodik (arsin) | -III (tradicijski zbog analogije s amonijakom) |
| oksidi            | As2O3 (u plinskoj fazi dimerizira u As4O6) As2O5 (As4O10) | arsenov(III) oksid arsenov(V) oksid                                                                                              | III V                                          |
| kiseline i soli   | H3AsO3 H3AsO4                                             | arsenasta kiselina, soli: arseniti arsenska kiselina, soli: arsenati                                                             | III V                                          |
| sulfidi           | As2S3 As4S4                                               | arsenov(III) sulfid arsenov(V) sulfid                                                                                            | III II                                         |
| halogenidi        | AsF3 AsF5 AsCl3 AsCl5 AsBr3 AsI3 As2I4                    | arsenov trifluorid arsenov pentafluorid arsenov triklorid arsenov pentaklorid arsenov tribromid arsenov trijodid arsenov dijodid | III V III V III III II                         |

- Arsenovodik (arsin) - formula AsH3 - najotrovniji je spoj arsena i smatra se jednim od najotrovnijih anorganskih spojeva uopće. To je bezbojan, vrlo otrovan plin, mirisa po češnjaku, što omogućuje njegovo brzo otkrivanje. Termički je nestabilan i raspada se pri 250 – 300 °C. Struktura molekule analogna je strukturi amonijaka (deformirani tetraedar odnosno trostrana piramida). Jak je reducens i slabo topljiv u vodi (zbog slabog afiniteta prema protonu ne stvara vodikove veze, za razliku od amonijaka). Danas se upotrebljava u industriji proizvodnje poluvodiča u strogo kontroliranim uvjetima; važan je u industrijskoj toksikologiji jer pri obradi legura (koje sadrže arsen) kiselinama može nastati arsenovodik i izazvati trovanja organizama. Zamjenom atoma vodika u arsinu alkilnom skupinom nastaju organski derivati arsini koji su otrovni pa neki od njih mogu služiti i kao bojni otrovi. Maksimalna koncentracija arsenovodika u zraku ne bi smjela prijeći 50 ppm.[5]
- Arsenov(III) oksid (arsenik, poznat i kao mišomor) -  formula As2O3 - bijel je prah bez mirisa. Vrlo je otrovan pa se primjenjuje u sredstavima za deratizaciju, uništavanje korova, za obradu kože i drva te preparaciju životinja. U medicini se koristi kao kemoterapeutik. Smrtonosna doza za čovjeka je 0,1 - 0,15 grama.[5]
- Arsenov(V) oksid - formula As2O5 - bijeli higroskopni prah s gustoćom od 4,32 g / cm3, točka tališta doseže 315 ° C, kada se počinje raspadati. Tvar ima dobru topljivost u vodi i alkoholu. Svojstva oksida arsena čine ga vrlo otrovnim i opasnim za okoliš. To je anorganski spoj koji je manje uobičajen, vrlo toksičan i stoga pronalazi samo ograničenu komercijalnu upotrebu, za razliku od višeg arsenskog oksida (formula As2O3).
- Arsenasta kiselina (arsenitna kiselina) -  formula H3AsO3
- Arsenska kiselina (arsenatna kiselina) - formula H3AsO4
- Arsenov(III) sulfid (žuto arsensko staklo)- formula As2S3 - u prirodi se nalazi kao mineralni pigment u obliku zlatnožutih listića. To je žuta amorfna masa sedefasta sjaja. Tali se na 300°C dajući crvenu talinu koja hlađenjem očvrsne u crvenu masu. Upotrebljava se za skidanje dlaka u kožarstvu, kao insekticid, za modru vatru u pirotehnici i kao žuta boja.[5]
- Arsenov(V) sulfid (realgar, sandarak, arsenski rubin, crveno arsensko staklo) - formula As4S4 - u prirodi se nalazi kao mineral realgar u obliku crvenih kristala u kojem četiri atoma arsena zauzimaju tetraedarski položaj ili kao crvena staklasta masa. Koristi se za odstranjivanje dlaka u kožarstvu, a u pirotehnici za dobivanje bijele bengalske vatre.[5]
- Arsenov(III) klorid - formula AsCl3 - bezbojna je, uljasta, vrlo otrovna tekućina koja se na zraku dimi zbog raspada na HCl i As2O3. Upotrebljava se: za halogeniranje u organskim sintezama i za proizvodnju bojnih otrova, npr. luizita.

## Organski spojevi
Organski spojevi arsena imali su važnu primjenu u povijesti ljekarništva. U organoarsenovim spojevima arsen se pojavljuje u oba oksidacijska stanja: III i V. Poznato je preko 50 organoarsenovih spojeva u okolišu i živim organizmima. Budući da toksičnost spojeva nekog elementa ovisi o vrsti spoja (organski/anorganski), oksidacijskom stanju kemijskog elementa i sl., organoarsenovi spojevi pokazuju široku raznolikost u oblicima toksičnosti, a samim time u poteškoćama otkrivanja individualnih učinaka na žive organizme. Zacijelo su metilirani oblici arsenovih(III) spojeva otrovniji od anorganskih spojeva arsena, a oni pak od metiliranih vrsta arsena(V) koje se lako izlučuju urinom. Arsen u metiliranim spojevima što sadrže sumpor pokazuje tiofilnost, sklonost stvaranju stabilne kovalentne veze arsen-sumpor (As–S), stoga su metilirani tio spojevi arsena otrovniji od okso oblika. Od “teških” metala izrazitu tiofilnost pokazuje živa.
Smatra se da u voću, povrću, organizmima u vodi i mikroorganizmima arsen postoji u obliku organskih spojeva, dok se u sisavaca i u žitarica više nalaze anorganski spojevi arsena. Arsenati i arsenov trioksid mogu izazvati karcinom pluća u sisavaca, dok organski trimetilarsin oksid može izazvati karcinom jetre u štakora.
Toksičnost arsena u organizmima vezana je svakako uz oštećenja DNA različitim mehanizmima, dok je drugi put toksičnosti vezan uz interakciju s nekim enzimima, što može dovesti primjerice do apoptoze – programirane smrti stanice. Mehanizmi apoptoze, međutim, mogu biti osnova za uništavanje stanica, primjerice leukemije, u čemu se ogleda uporaba arsenovih spojeva kao potencijalnih lijekova protiv karcinoma.

Dugotrajno izlaganje arsenu i trovanje arsenom može izazvati nedostatak vitamina A u organizmu. Arsen inaktivira sintezu NO u organizmu i time dovodi do smanjenja njegove bioraspoloživosti. Različiti učinci trovanja arsenom ustanovljeni su u životinja poput dijareje, konvulzija, pigmentacije kože, bolesti srca, moždanih udara, dijabetesa, respiratornih bolesti i karcinoma, no smatra se da takvi učinci moraju biti posljedica dugotrajnog izlaganja u ekstremnim uvjetima prisutnosti velikog onečišćenja arsenom i njegovim spojevima.